# Сихем

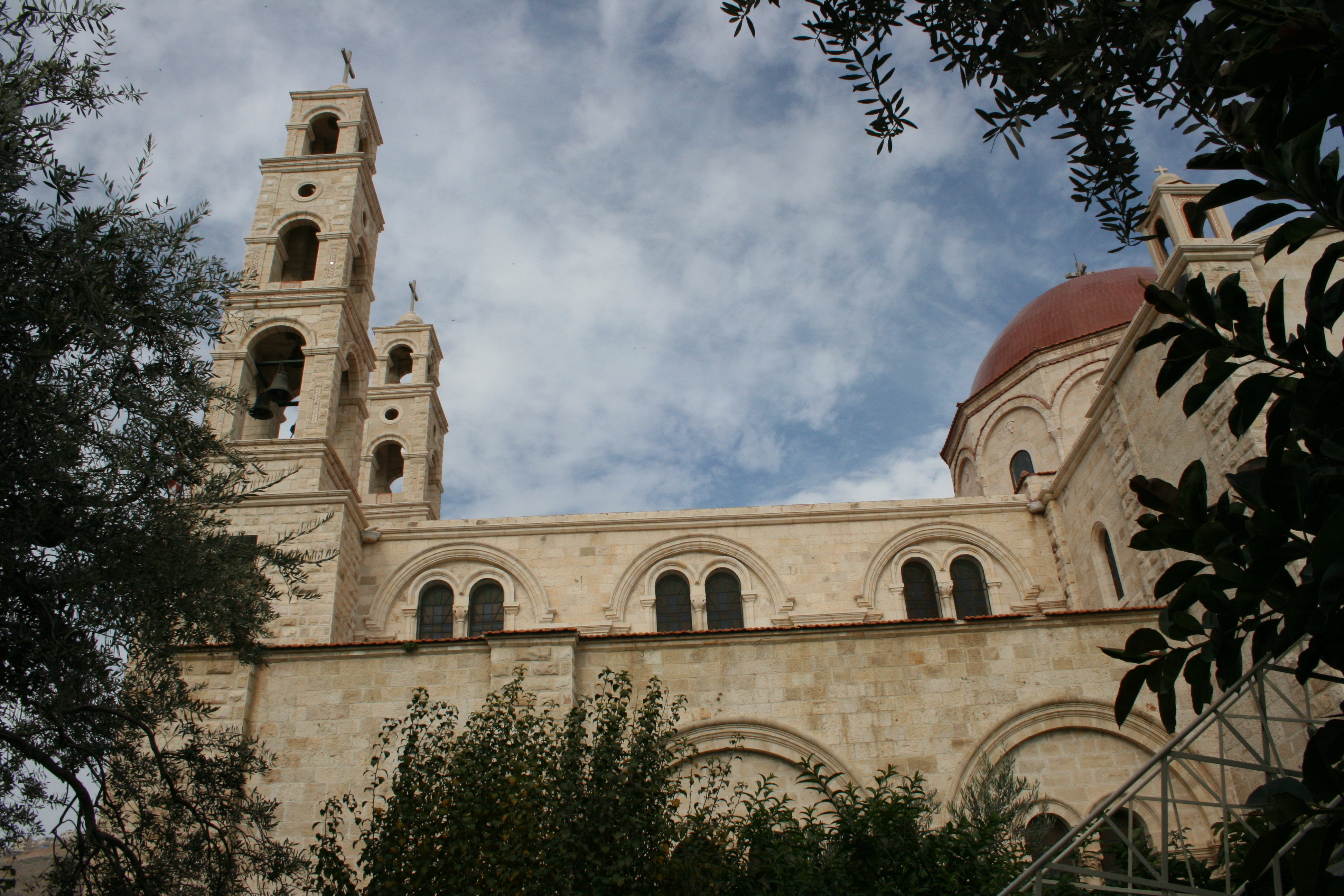
Православна Церква Бір Якуб (Яковова Криниця) збудована над біблійною Криницею Якова, що в Сихемі. Церква знаходиться в комплексі православного монастиря.

32°12′49″ пн. ш. 35°16′55″ сх. д. / 32.21361111° пн. ш. 35.28194444° сх. д.
32°12′ пн. ш. 35°18′ сх. д. / 32.200° пн. ш. 35.300° сх. д.

Сихем (івр. שכם — Шехем дослівно означає плече, спина, в Євангелії — Сіхар) — руїни стародавнього міста Ізраїльського царства в Самарії, в центральній частині сучасного Ізраїлю. Руїни Сихема знаходяться в безпосередньому сусідстві з містом Наблус (на відстані 2 км на схід від Наблусу), в районі арабського поселення Салім.
Місце стародавнього Сихема, відоме сьогодні як Телл Балата (Пагорб Балата), розташоване на схід від Наблусу поруч з традиційним місцем Гробниці Йосипа (чит.: Книга Ісуса Навина 24:32) та поблизу Колодязя Якова, при якому Ісус Христос говорив зі самарянкою, просячи води з цього колодязя та говорячи їй про живу воду (благодать).

## Історія
Сихем багатократно згадується в Біблії, між іншим як одне з міст-сховищ; як місце, в якому в період Суддів (XIII—IX століття до н. е.) Авімелех заснував першу ізраїльську державу; після поділу держави (зі смертю царя Соломона) перша столиця ізраїльського царя Єровоама І; від V століття до н. е. релігійний центр самаритян, зокрема після збудування ними святині на горі Гарізім (знищеної в 129 році до н. е. Йохананом Гірканом І).
У Сихемі зупинявся Ісус Христос і розмовляв з місцевою самаритянкою при Криниці Якова про живу воду, як описує Євангеліст Іван в Євангелії від Івана:
| Отож, прибуває Він до самарійського міста, що зветься Сіхар, недалеко від поля, яке Яків був дав своєму синові Йосипові. Там же була Яковова криниця. І Ісус, дорогою зморений, сів отак край криниці. Було коло години десь шостої. Надходить ось жінка одна з Самарії набрати води. Ісус каже до неї: Дай напитись Мені! Бо учні Його відійшли були в місто, щоб купити поживи. Тоді каже Йому самарянка: Як же Ти, юдеянин бувши, та просиш напитись від мене, самарянки? Бо юдеї не сходяться із самарянами. Ісус відповів і промовив до неї: Коли б знала ти Божий дар, і Хто Той, Хто говорить тобі: Дай напитись Мені, ти б у Нього просила, і Він тобі дав би живої води.(Ів. 4:5-10) |
Сьогодні над цим колодязем стоїть православна церква Бір Якуб (Криниця Якова), а сам стародавній колодязь Якова знаходиться всередині церкви.

## Археологія
Під час розкопок в Сихемі (1913-1914, 1926-1933 і від 1957) відкопано рештки оборонних мурів, акрополь та руїни святині.

## Народились
У Сихемі народився видатний християнський вчений та мученик св.Юстин Філософ